# Gerhard Jäger
Gerhard Jäger (ur. 8 lutego 1958 r.) – austriacki narciarz alpejski. Nie startował na igrzyskach olimpijskich ani mistrzostwach świata. Najlepsze wyniki w Pucharze Świata osiągnął w sezonie 1979/1980, kiedy to zajął 31. miejsce w klasyfikacji generalnej.

## Sukcesy

### Puchar Świata

#### Miejsca w klasyfikacji generalnej
- 1977/1978 – 51.
- 1979/1980 – 31.
- 1980/1981 – 35.
- 1981/1982 – 54.

#### Miejsca na podium
1. Furano – 14 marca 1981 (gigant) – 2. miejsce
2. Madonna di Campiglio – 10 grudnia 1980 (gigant) – 3. miejsce